# Çarshovë
Çarshovë je obec v okresu Gjirokastër, kraji Gjirokastër, jižní Albánii.